# Římské silnice v Británii

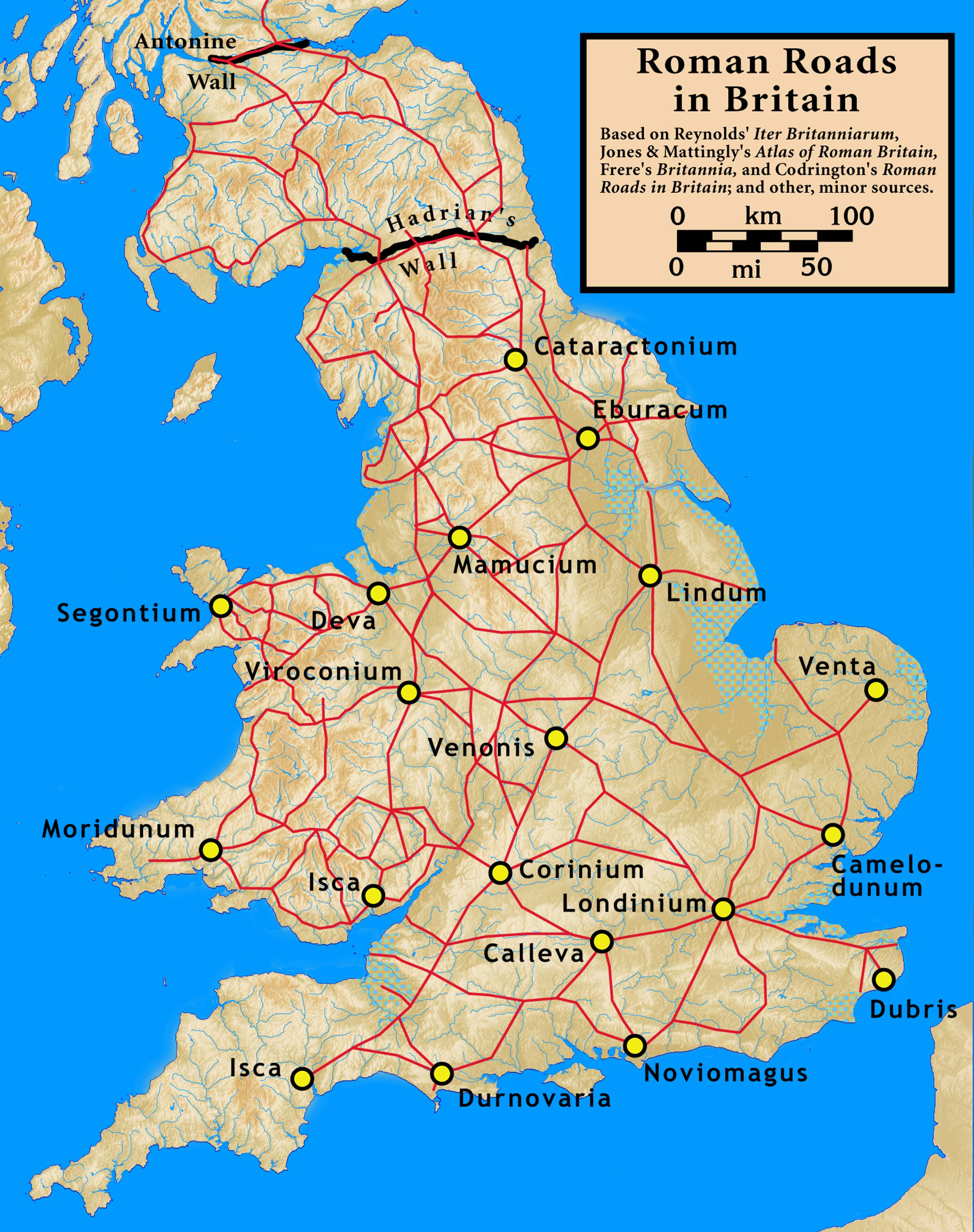

Římské silnice v Británii byly původně navrženy pro vojenské účely a římská armáda je vybudovala během necelých čtyř století (od roku 43 po rok 410), po něž byla Británie provincií římské říše. Odhaduje se, že v celé provincii bylo mezi městy postaveno a udržováno asi 3 200 km silnic dlážděných nebo se zpevněným povrchem. Většina známé sítě byla dokončena do roku 180. Primární funkcí silnic bylo umožnit rychlé přesuny vojsk a dodávky vojenského materiálu, ale představovaly zároveň infrastrukturu životně důležitou pro obchod a přepravu zboží.
Značný počet římských silnic zůstal v každodenním používání ještě staletí po tom, co římská nadvláda v Británii v roce 410 skončila. Některé trasy jsou i v současné době součástí silniční sítě Spojeného království, jiné se nedochovaly nebo mají význam pouze archeologický a historický.
Po odchodu Římanů systematická výstavba zpevněných silnic ve Velké Británii skončila a znovu se začala stavět až na začátku 18. století. Římská silniční síť zůstala jediným celostátně řízeným systémem silnic v Británii až do začátku 20. století, kdy vzniklo ministerstvo dopravy.

## Přehled
Před dobytím Británie Římany předřímští Britonové většinou užívali cesty nezpevněné. Mnohé z nich, často pravěkého původu, sledovaly vrstevnice na kopcích, kupříkladu cesta South Downs Way. Většina cest sice byla nezpevněná, ale některé britské kmeny začaly stavět silnice už v 1. století př. n. l.
Po roce 43 Římané rychle vytvořili silniční síť v celé provincii. Inženýři římské armády zpravidla rozhodovali o tom, kudy silnice půjdou, a stavěli „na zelené louce“. Klíčová místa, strategická i administrativní, propojovali po co nejpřímější trase. Hlavní silnice měly povrch ze štěrku nebo dláždění, nechyběly jim mosty z kamene nebo ze dřeva a v jejich blízkosti stály domy, v nichž se pocestní nebo vojenské jednotky mohli zastavit a odpočinout si. Nepropustný design vozovky umožňoval cestování ve všech ročních obdobích a za každého počasí. Po stažení římských legií v roce 410 se silniční systém brzy dostal do špatného stavu. Jeho části, které Anglosasové zachovali, se časem staly základními trasami anglosaské Británie, ale mnoho jich bylo opuštěno a ztraceno.

## Historický vývoj

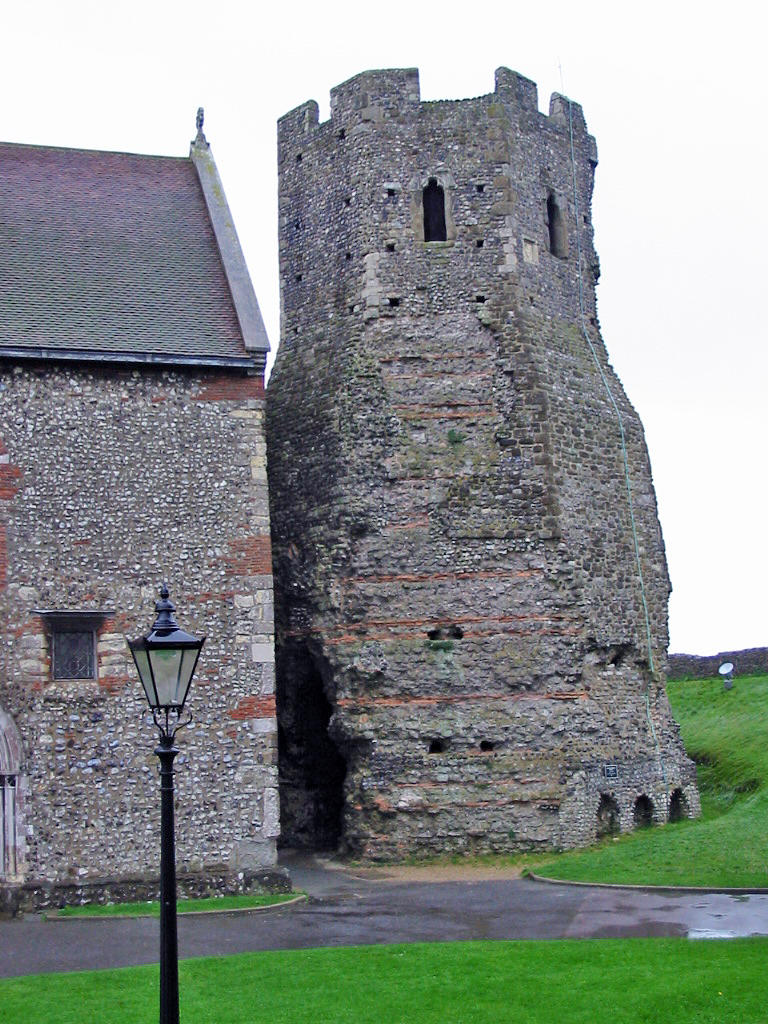
Římský maják na hradě v Doveru. Třetí století. Dubris byl výchozím bodem silnice Watling Street do Londýna a Wroxeteru

Nejstarší silnice, postavené v první fázi okupace Římany (období julsko-claudiovské dynastie, 43–68), spojovaly Londýn s přístavy používanými při invazi (Chichester a Richborough), a se starými základnami legií v Colchesteru, Lincolnu (Lindum), Wroxeteru (Viroconium), Gloucesteru a Exeteru. Fosse Way, silnice z Exeteru do Lincolnu, také postavená v této době, sloužila jako spojnice těchto základen a vlastně tím ukazuje, kam až v této rané době skutečně sahaly hranice této římské provincie.
Během vlády flaviovská dynastie (69–96) byly silnice do Lincolnu, Wroxeteru a Gloucesteru prodloužena (do roku 80) k novým legionářským základnám v Yorku, Chesteru a Caerleonu. Do roku 96 bylo dokončeno prodloužení z Yorku do Corbridge a z Chesteru do Carlisle a Caernarfonu (Segontium), protože římská nadvláda se rozšířila i do Walesu (Cambria) a severní Anglie (Brigantia). Stanegate, vojenskou silnici z Carlisle do Corbridge, byla vybudována za císaře Traiana (vládl 98–117) podél linie budoucího Hadriánova valu, který postavil jeho nástupce Hadrián v letech 122–132.
Skotsko (Kaledonie), a také Anglie na sever od Hadriánovy valu, zůstaly většinou mimo hranice provincie Britannia, protože Římané si nikdy nedokázali podrobit celý ostrov, přestože o to guvernér Gnaeus Julius Agricola v letech 82–84 usiloval. Římané udržovali systém pevností v nížinné oblasti mezi lety 80 až 220, aby drželi pod kontrolou domorodé obyvatelstvo za Hadriánovým valem, a krátce připojili ke svému území tzv. Lowlands díky výstavbě Antonínova valu v roce 164. Tato bariéra, vedená přes „krk“ Skotska, od Firth of Clyde po Firth of Forth, Římanům dobře sloužila dvacet let.

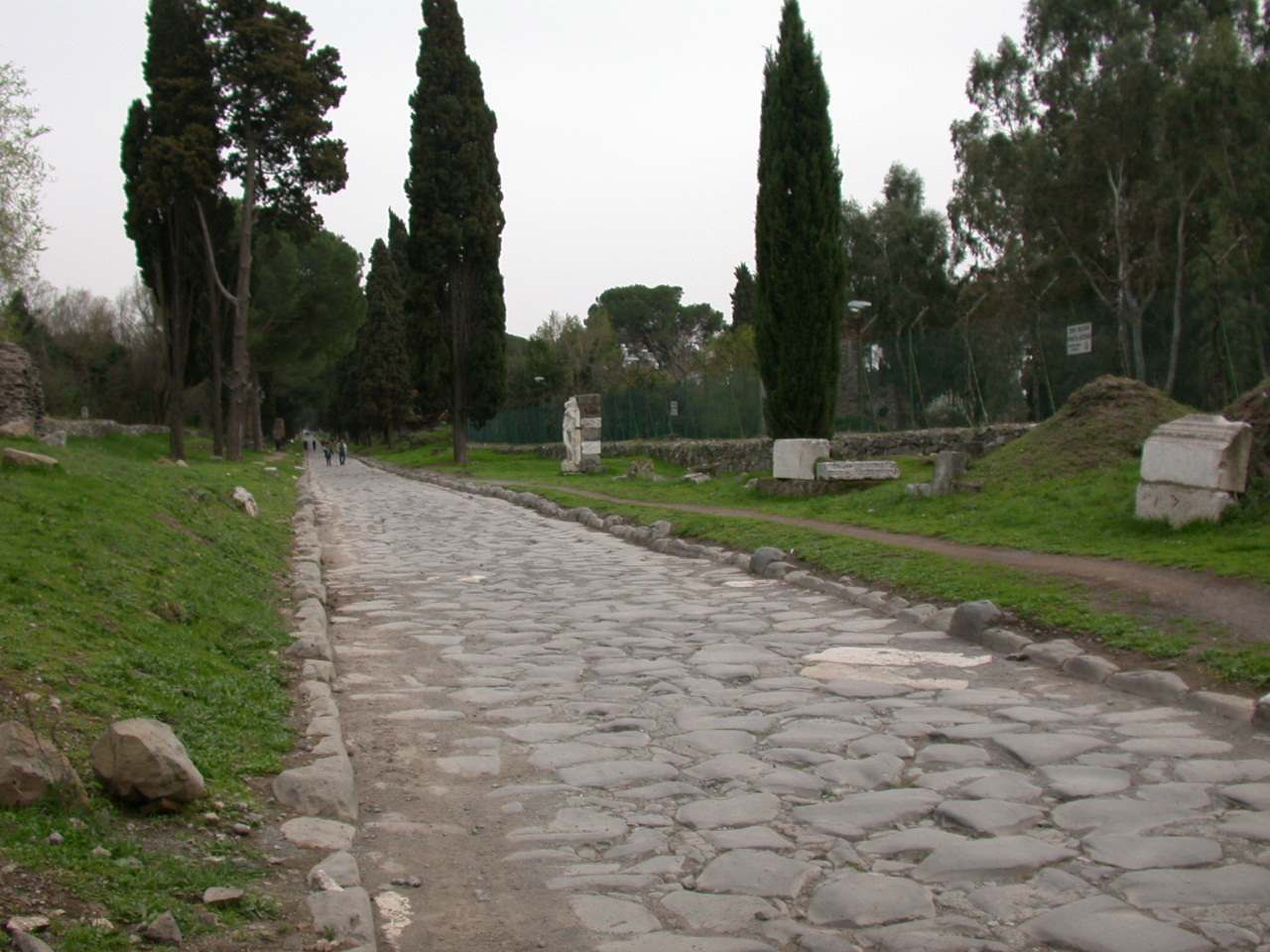
Via Appia, poblíž Říma, nejstarší významná římská silnice v Itálii z roku 312 př. n. l. Tento úsek, z Říma do Boville u Albana, dlouhý 18 km, je jedním z nejlépe dochovaných na světě. Je dlážděn kamennými kvádry; v Británii se obvykle používaly méně okázalé materiály.

Hlavními trasami, které Římané postavili od Hadriánova valu k valu Antonínovu, vybudovanými přibližně do roku 120, byly: (1) z Corbridge do římské pevnosti v Edinburghu (což je jisté) a (pravděpodobně) až do Carridenu (Veluniate) na východním konci Antoninova valu, přes High Rochester (Bremenium) a Melrose (Trimontium); (2) z Carlisle do Bothwellhaughu (což je jisté) a (pravděpodobně) až k Antoninovu valu.
Za Antoninův val vedla do Perthu (Bertha) také jistě silnice z pevnosti ve Falkirku. Předpokládalo se, že římská silnice na sever od Forthu do Stirlingu a Perthu se datuje od dob Severovy výpravy za řeku Dee v roce 209; lze však pochybovat, zda v průběhu kampaně byl čas na tak náročné dílo; silnice možná spadá do období před stavbou Antoninova valu v roce 140.
Tato základní síť byla doplněna o řadu tras vybudovaných tentokrát především pro komerční, nikoli vojenské účely.
K nim patří v Kentu a Sussexu tři jisté silnice z Londýna do Wealdu, důležité oblasti jihovýchodní Anglie, kde se těžila železná ruda; ve východní Anglii silnice z Colchesteru do Norwiche, Peddars Way v Norfolku a Fen Causeway. Tyto trasy získaly vojenský význam od 3. století v souvislosti se začátkem saských nájezdů z moře, které pro bezpečnost Britannie představovaly značnou a trvalou hrozbu. Tyto silnice se napojily na pobřežní obrannou linii, kterou tvořily pevnosti saského pobřeží (např. vesnice Brancaster (Branodunum), Burgh Castle (Gariannonum) poblíž města Great Yarmouth a vesnic Lympne (Portus Lemanis) a Pevensey (Anderitum).

## Výstavba a údržba
Byly používány standardní římské techniky výstavby silnic, které už za sebou měly dlouhý vývoj na evropském kontinentu. Silnice zabírala široký pás země ohraničený mělkými příkopy, který měl šířku od 25,5 metru na Ermin Way v hrabství Berkshire po 100 metrů v případě Akeman Street v hrabství Oxfordshire. Silnice v Británii měla obvykle šířku 5 až 8 metrů, nejčastěji sedm. Watling Street byla široká 10,1 metru, zatímco Fosse Way jen o něco málo přes 5 metrů. Několik silnic neznámého jména bylo ještě širších než Watling Street, například silnice ze Silchesteru do Chichesteru (11, 2 metru).
Uprostřed budoucí silnice byla po odstranění měkké ornice postavena vozovka na vyvýšeném hřbetu (agger). Při tom využívali nejlepší místní materiály, často písek nebo štěrk. Dva pruhy země mezi vyvýšeným středem silnice a hraničními příkopy používali chodci a zvířata; někdy byly lehce zpevněny. Agger byl někdy, ale ne vždy, ohraničen hlubokými příkopy, které odváděly dešťovou vodu, aby vozovka byla co nejsušší.
Zpevnění bylo ve dvou vrstvách, základ ze středně velkých až velkých kamenů byl pokryt povrchem často z kompaktní směsi štěrku. Asi čtvrtina dláždění byla podložena velkými kameny, většinou na severu a západě země, kde byl kámen snadněji dostupný. V Itálii byly některé důležité silnice zpevněny sopečnou maltou a na malé části míst v Británii vykopávky ukázaly maltu betonovou nebo vápencovou. Povrchy silnic v oblastech výroby železa ve Wealdu byly ze železné strusky .
Hlavní hlavní silnice byly původně postaveny římskou armádou. Odpovědnost za jejich pravidelnou opravu a údržbu spočívala na určených císařských funkcionářích (curatores viarum), i když náklady pravděpodobně nesly místní úřady, jejichž území silnice protínaly. Čas od času se silnice opravovaly a někdy se dokonce stavěly zcela znovu, např. Via Aemilia v severní Itálii, kterou nechal postavit císař Augustus (vládl 37 př. n. l. - 14) dvě století poté, co byla postavena poprvé.
Po konečném stažení římských vojsk z Británie v roce 410 skončila pravidelná údržba silniční sítě. Opravy probíhaly občasně a nekoordinovaně. Ačkoli chyběla celostátní koncepce, římské silnice zůstaly základními dopravními tepnami v Anglii v raném, vrcholném i pozdním středověku. Systematická výstavba dlážděných silnic se obnovila až na začátku 18. století.

## Archeologické důkazy

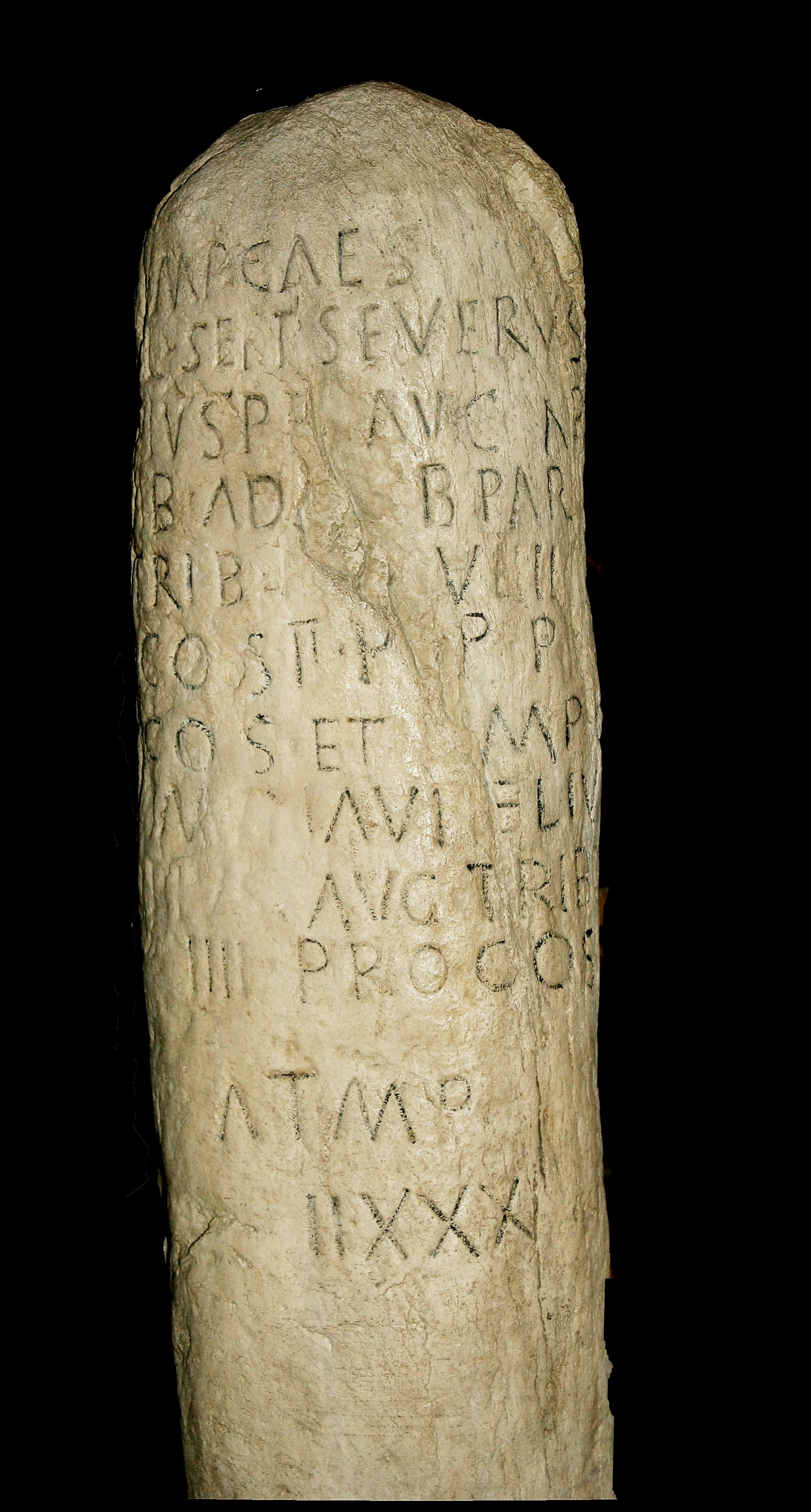
Římský milník, od St Margarethen, Rakousko.
V roce 201 byl věnován císaři Septimiu Severovi (vládl 193 až 212)

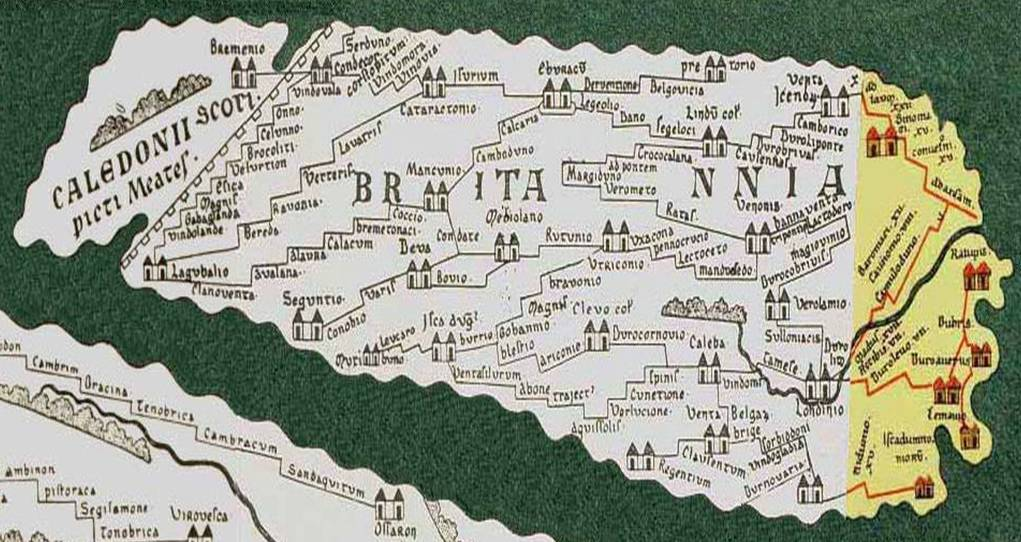
Rekonstrukce britské části tzv. Peutingerovy mapy, středověké kopie pravděpodobně pozdně římské původní mapy. Část zobrazující Římskou Británii (Britannia) se ztratila.

Milníky, z nichž 95 je zaznamenáno v římských nápisech Británie, většinou pocházejí z pozdější části římského období (od roku 250 dále), protože při provádění velkých oprav silnic bylo zvykem milníky vyměňovat. Obvykle byly válcovitého tvaru, dva až čtyři metry vysoké. Většina nese pouze obvyklé zasvěcení současnému císaři a údaj o počtu mil do nějakého konkrétního cíle. Pouze tři poskytují další informace: jeden například  uvádí, že císař Caracalla (vládl 211 až 217) „obnovil staré silnice, které zchátraly“.
Mapy a itineráře římské éry, jejichž cílem bylo pomáhat cestovatelům, poskytují užitečné důkazy o názvech různých míst, trasách a vzdálenostech v Británii. Nejdůležitější je Antoninův itinerář  z druhé poloviny 3. století.

## Názvy silnic v Británii v době po odchodu Římanů

Hlavní římské silnice v Británii

Původní názvy římských silnic v Británii nejsou známy kvůli nedostatku písemných zdrojů, což je zcela jiná situace než u silnic v Itálii a dalších římských provinciích v západní Evropě. V Británii většina názvů silnic pochází z velštiny nebo jazyka Anglosasů. Zápisy o nich pocházejí z doby po ukončení římské nadvlády v Británii (z raného středověk>u). Názvy silnic se tedy nezakládají na původních římských názvech provincií Britannia Superior ani Britannia Inferior. Kupříkladu Anglosasové celou silnici z Doveru (Portus Ritupis) do Wroxeteru přes Londinium (Londýn) nazývali Wæcelinga Stræt (Watling Street), je to jedna ze čtyř bývalých římských silnic /latinsky cammini/ zapsaných v zákonech Eduarda III. Vyznavače na začátku 11. století. Římané pravděpodobně dali každé části anglosaské „Watling Street“ různá jména, protože trasa byla budována postupně, a to několik desetiletí, na územích, která si Římané v Británii podrobovali.
Oficiální názvy silnic byly obvykle odvozeny od císaře, za jehož panování byly dokončeny, např. Via Traiana z Říma do Brindisi v jižní Itálii byla pojmenována po císaři Traianovi. Vzhledem k tomu, že se část silnice Watling Street z Doveru do Londýna začala stavět v letech po římské invazi do Británie v roce 43, mohla být nazývána Via Claudia na počest císaře Claudia (vládl 41– 54), který tuto vojenskou kampaň vedl.
Jediné anglosaské jméno, které se možná spojuje s původním římským názvem, je Fosse Way mezi Exeterem a Lincolnem. „Fosse“ totiž může pocházet z fossa, latinského slova pro „příkop“. To lze však pravděpodobně připsat spíše lidovému než oficiálnímu římskému názvu této trasy. Římské silnice v Británii zpravidla mají jména odvozená od anglosaských obrů a božstev. Například Wadeova hráz v hrabství North Yorkshire má spojitosti se jménem Wade z germánské a norské mytologie.
V anglických místních jménech se odráží, jak byla Británie osídlována Anglosasy. Při postupu na západ se na Britských ostrovech setkávali s chátrající infrastrukturou bývalé římské říše. Mnoho osad bylo založeno u římských silnic nebo v jejich blízkosti (přípona -street, např. Watling Street); předpona strat-, Strait-, Streat- se používala při pojmenovávání osad poblíž těchto bývalých silnic římské říše. Stretham tedy znamená „usedlost nebo vesnice na římské silnici“ a Stretford obdobně „brod na římské silnici“. V Anglii existuje sedmnáct míst pojmenovaných Stretton.

## Hlavní trasy
Silniční síť zpočátku budovaly římské legie kvůli snazším přesunům vojsk. Důraz byl proto kladen spíše na propojení vojenských základen než na zajištění ekonomických toků. Byly tak do roku 80 vytvořeny tři důležité křižovatky, kam mířily silnice od hlavních legionářských základen, jak se hranice obsazeného území posunovala:
- Exeter (Isca) - Lincoln (Lindum)
- Gloucester (Glevum) - York (Eboracum)
- Caerleon (Isca ) - York přes Wroxeter (Viroconium ) a Chester (Deva)

Později bylo do této základní sítě připojeno velké množství dalších silnic.
Po vzpouře královny Boudiccy Londýn (Londinium) ovládal významný most přes Temži, který spojoval vojenské základny na severu a západě s přístavy v Kentu, odkud se cestovalo do Boulogne (Gesoriacum ) a dalších oblastí říše. Bylo vybudováno šest hlavních silnic spojujících nové hlavní město se sítí stávající. Pokud je pojmenujeme pozdějšími anglickými názvy, jde o následující trasy:
- Londýn-Canterbury (Durovernum). V Canterbury se tato trasa rozdělila na 4 hlavní větve do hlavních římských přístavů:
  - Canterbury–Richborough Castle (Rutupiae)
  - Canterbury–Dover (Portus Dubris)
  - Canterbury–Lympne (Portus Lemanis)
  - Canterbury–Reculver (Regulbium)
- Londýn–Chichester (Noviomagus), přístav
- Londýn–Silchester (Calleva Atrebatum). V Silchesteru se tato trasa rozdělila na 3 hlavní větve:
  - Silchester–Portchester (Portus Adurni), přístav, přes Winchester (Venta) a Southampton (Clausentum)
  - Silchester–Old Sarum (Sorviodunum), která nabízí spojení do Exeteru a Dorchesteru (Durnovaria)
  - Silchester–Caerleon, základna legie Legio II Augusta, přes Gloucester
- Londýn-Chester, základna legie Legio XX Valeria Victrix, přes St Albans (Verulamium), Lichfield (Letocetum) a Wroxeter a pokračování do Carlisle (Luguvalium) u Hadriánova valu
- Londýn–York, základna legií Legio IX Hispana a Legio VI Victrix, přes Lincoln, s pokračováním do Corbridge (Coria) u Hadriánově valu
- Londýn–Colchester (Camulodunum), s pokračováním do Caistor St Edmund (Venta)

| římská silnice                  | přibližná délka       | trasa                                                                                      | Via | Superimposed modern roadsA                                                                                |
| ------------------------------- | --------------------- | ------------------------------------------------------------------------------------------ | --- | --- |
| Ackling Dyke                    | 22 mil 35 km          | Old Sarum (Sorviodunum) - Badbury Rings                                                    | | |
| Akeman Street                   | 78 mil 126 km         | St Albans (Verulamium) - Cirencester (Corinium)                                            | Alchester (Bicester) | |
| Batham Gate                     |                       | Buxton (Aquae Arnemetiae) -Templebrough                                                    | | B6049 Bradwell, Derbyshire                                                                                |
| Cade's Road                     | 100 mil 160 km        | Brough (Petuaria) - Newcastle upon Tyne (Pons Aelius)                                      | York (Eboracum); Thirsk; Stockton; Sadberge; Sedgefield; Chester-le-Street (Concangis); Gateshead | A1034/1079 Brough-York                                                                                    |
| Dere Street                     | 180 mil 290 km        | York (Eboracum) - Antonine Wall at Carriden (Veluniate)                                    | Catterick (Cataractonium); Binchester (Bishop Auckland; Vinovia); Corbridge (Coria) on Hadrian's Wall | A59 York to A1(M)                                                                                         |
| Devil's Causeway                | 55 mil 90 km          | Hadriánov val/Dere Street - Berwick-upon-Tweed                                             | | |
| Devil's Highway                 |                       | London (Londinium) to Silchester (Calleva)                                                 | London (Londinium); Staines (Pontes); Silchester (Calleva) | |
| Ermin Way                       | 68 mil 77 km          | Silchester (Calleva) - Gloucester (Glevum)                                                 | Gloucester (Glevum); Cirencester (Corinium); Silchester (Calleva); the Devil's Highway | B4000 Newbury to Stratton, Swindon, A419 Stratton, Swindon to Cirencester, A417 Cirencester to Gloucester |
| Ermine Street                   | 200 mil 322 km        | London (Londinium) - York (Eboracum)                                                       | Godmanchester (near Huntingdon; Durovigutum); Water Newton (Peterborough; Durobrivae); Lincoln (Lindum) | A10 London-Royston; A1198 Royston-Huntingdon; A15 Lincoln-Broughton; A1034/1079 Brough-York               |
| Fen Causeway                    | 90 mil 145 km         | Water Newton (Peterborough; Durobrivae) -Brampton, Norfolk                                 | | A1122 Downham Market-Swaffham                                                                             |
| Ffordd Fleming                  | 67 mil 107 km         | Pumsaint (Luentinum) - St David's (Menevia/Menapia)                                        | | Fishguard to Bangor Trunk Road                                                                            |
| Fosse Way                       | 220 mil 354 km        | Exeter (Isca Dumnoniorum) - Lincoln (Lindum)                                               | Ilchester (Lindinis), Bath (Aquae Sulis), Cirencester (Corinium), Leicester (Ratae) | A37 Ilchester-Shepton Mallet; A429 Cirencester-Halford; B4455 Halford-High Cross; A46 Leicester-Lincoln   |
| The Great Road                  |                       | London (Londinium’s Aldgate) - Colchester (Camulodunum)                                    | London (Londinium’s Aldgate); Colchester (Camulodunum); Pye Road | |
| Hen Ffordd                      | 24 mil 38 km          | Pumsaint (Luentinum) - Carmarthen (Maridunum)                                              | | |
| Icknield Street Ryknild StreetB | 125 mil 200 km        | Bourton-on-the-Water (near Stow-on-the-Wold) -Templeborough (near Rotherham, Yorkshire)    | Alcester; Metchley (Birmingham); Lichfield (Letocetum); Derby (Derventio) | A38 Lichfield-Derby                                                                                       |
| King Street                     | 40 mil 64 km          | Water Newton (Peterborough; Durobrivae) - South Kesteven, Lincolnshire                     | | |
| Maiden Way                      |                       | Kirkby Thore (Bravoniacum) - Carvoran (Magnae)                                             | Kirkby Thore (Bravoniacum); Whitley Castle (Epiacum); Carvoran (Magnae) | |
| Military Way                    | 73 mil 117 km         | Wallsend (Newcastle upon Tyne; Segedunum) - Bowness-on-Solway (Maia)                       | Built as a supply route for Hadrian's Wall, just to the south of it via Housesteads | |
| Peddars Way                     | 47 mil 76 km          | Holme-next-the-Sea (near Hunstanton, Norfolk) - Knettishall Heath (near Thetford, Norfolk) | Castle Acre | |
| Port Way Portway                | 133 mil 214 km        | Silchester (Calleva) - Weymouth                                                            | Dorchester (Durnovaria); Old Sarum (Sorviodunum, Old Salisbury); Silchester (Calleva); the Devil's Highway | |
| Pye Road                        |                       | Caistor St Edmund (Venta Icenorum) to Colchester (Camulodunum)                             | Caistor St Edmund (Venta Icenorum); Colchester (Camulodunum); the Great Road | A140 road                                                                                                 |
| Sarn Helen                      | 160 kilometre (99 mi) | Aberconwy (Canovium) to Carmarthen (Moridunum)                                             | Betws-y-Coed, Trawsfynydd (Tomen y Mur), Bremia, Bronant, Dolaucothi, Llandovery (Alabum) | A470 A487 A470 A483                                                                                       |
| Stane Street (1)                | 57 mil 91 km          | London to Chichester (Noviomagus)                                                          | Morden, Ewell, Dorking, Billingshurst, Pulborough, Bignor | A3 Newington-Clapham; A24 Clapham-Ewell; A29 Rowhook-Pulborough; A285 Halnaker-Chichester                 |
| Stane Street (2)                | 39 mil (63 km)        | Braughing to Colchester (Camulodunum)                                                      | | B1256 Bishop's Stortford-Braintree; A120 Braintree-Colchester                                             |
| Stanegate                       | 44 miles 71 km        | Carlisle (Luguvalium) to Corbridge (Coria)                                                 | South of Hadrian's Wall, which it predated, via Vindolanda | |
| Stone Street                    | 15 miles 24 km        | Canterbury (Durovernum) to Lympne                                                          | | B2068 from the M20 motorway to Canterbury                                                                 |
| Via DevanaC                     | 31 mil 49,88 km       | Colchester - Chester                                                                       | Colchester (Camulodunum), Wixoe, Cambridge (Duroliponte), Huntingdon/Godmanchester, Corby, Medbourne, Leicester (Ratae Corieltauvorum), Mancetter (Manduessedum), Water Eaton (Pennocrucium), Newport, Whitchurch (Mediolanum), Chester (Deva Victrix)                                                                        | Worsted Street                                                                                            |
| Wade's CausewayD                | až 25 mil až 40 km    | Dunsley Bay - Malton, North Yorkshire                                                      | | |
| Watling Street                  | 200 mil 322 km        | The Kentish ports - Wroxeter (Viroconium)                                                  | Richborough (Rutupiae) or Dover (Dubris); Canterbury (Durovernum); London (Londinium); St Albans (Verulamium); Wall (Letocetum); Wroxeter (Viroconium); sometimes continued to Birrens (Blatobulgium) or conflated with Dere Street or continued south to Magnae (Kenchester) or extended north to Bremetennacum (Ribchester) | A2 Faversham-Gillingham; A207 Crayford-Blackheath; A5 London-Wroxeter (except bypasses)                   |